# 요시와촌 (히로시마현 사에키군)
요시와촌(吉和村)은 히로시마현 서부에 존재했던 촌으로, 사에키군에 속했다. 2003년 3월 1일 사에키군 요시와촌·사이키정이 하쓰카이치시로 편입합병되고 소멸하였다.
주고쿠 산지의 서부에 위치한 산촌으로, 메이지 유신 이전부터 단일 촌이었다. 정촌제 시행(1889년 4월 1일) 이후에도 1세기 이상 합병 등을 경험하지 않고 단독 촌제의 정치를 유지하였다. 고도경제성장기 이후 과소화가 진행되어 히로시마현에서 가장 인구가 적은 자치단체였다. 2003년 3월 1일 하쓰카이치시로 편입되고 폐지되었다.

## 역사
- 1889년 4월 1일 - 정촌제 시행에 의해 요시와촌이 성립하였다. 이후 114년 동안 단독 마을정치를 고수하였다.
- 2003년 4월 1일 - 사에키군 요시와촌·사이키정이 하쓰카이치시에 편입되어 소멸하였다.

## 교통

### 철도
- 서일본 여객철도 산요 본선
- 히로시마 전철 미야지마선
- 히로시마 관광 개발 미야지마 로프웨이

### 도로
- 주고쿠 자동차도
- 국도 186호선
- 국도 제434호선 (일본)(일본어판)
- 국도 제488호선 (일본)(일본어판)